# IC 8
IC 8 ist eine Spiralgalaxie vom Hubble-Typ Sc im Sternbild Fische auf der Ekliptik. Sie ist rund 272 Millionen Lichtjahre von der Milchstraße entfernt und hat einen Durchmesser von etwa 55.000 Lichtjahren. 
Entdeckt wurde das Objekt am 23. September 1867 vom US-amerikanischen Astronomen Truman Henry Safford.